# Basilique San Domenico de Pérouse
La basilique San Domenico (basilique Saint-Dominique en français) est une basilique catholique de l'archidiocèse de Pérouse en Ombrie (Italie). Comme son nom l'indique, elle est dédiée à saint Dominique.
Elle est située sur la place Giordano Bruno, le long du « Corso Cavour ».

## Histoire
La basilique San Domenico a été construite au cours des premières années du XIVe siècle (à partir de 1304) à l'initiative des dominicains, d'après un projet de Giovanni Pisano. Les travaux prirent fin en 1458.
À l'origine, l'édifice était une grande église de style gothique à « salle », avec la nef de la même hauteur, caractérisée par dix piliers hexagonaux, des grands arcs en ogive ainsi que de grandes fenêtres à vitres décorées.

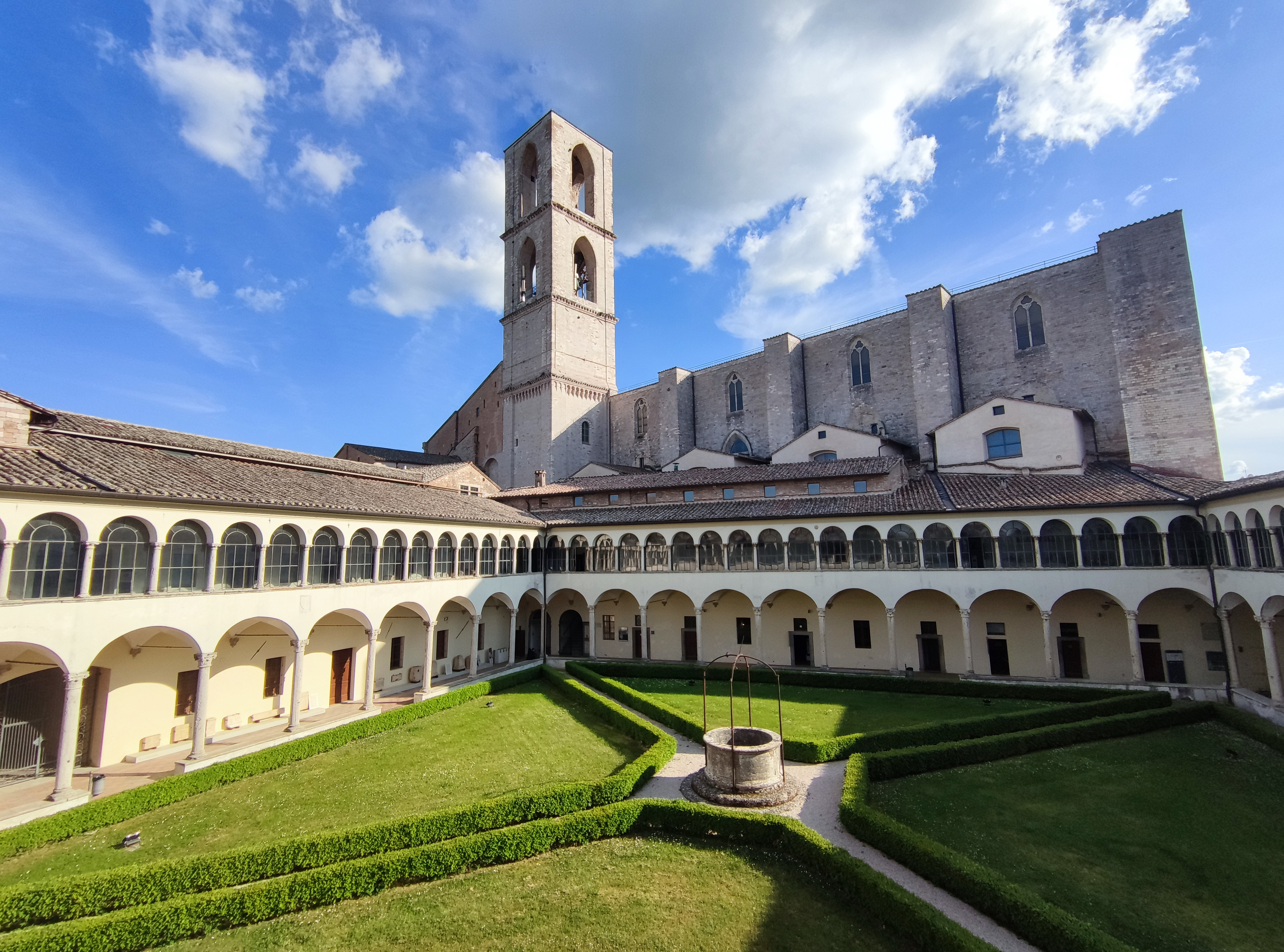
Le cloître et la basilique.

Entre 1629 et 1632 l'intérieur a été complètement réaménagé par Carlo Maderno selon un plan en croix latine composé de trois longues nefs au un style sobre, le tout de couleur blanche. L'abside est éclairée par une énorme fenêtre à vitraux décorés. La voûte en berceau débute aussitôt au-dessus des arcades. De l'édifice original il ne reste que le cloître (1455-1579) ainsi qu'à la hauteur du chœur, une grande fenêtre gothique (21 m de haut et 8,5 m de large)  datant du XVe siècle (la partie supérieure est de 1759).
Les deux cloîtres du couvent en annexe accueillent les archives d'État et le Musée national d'archéologie de l'Ombrie.

## Extérieur

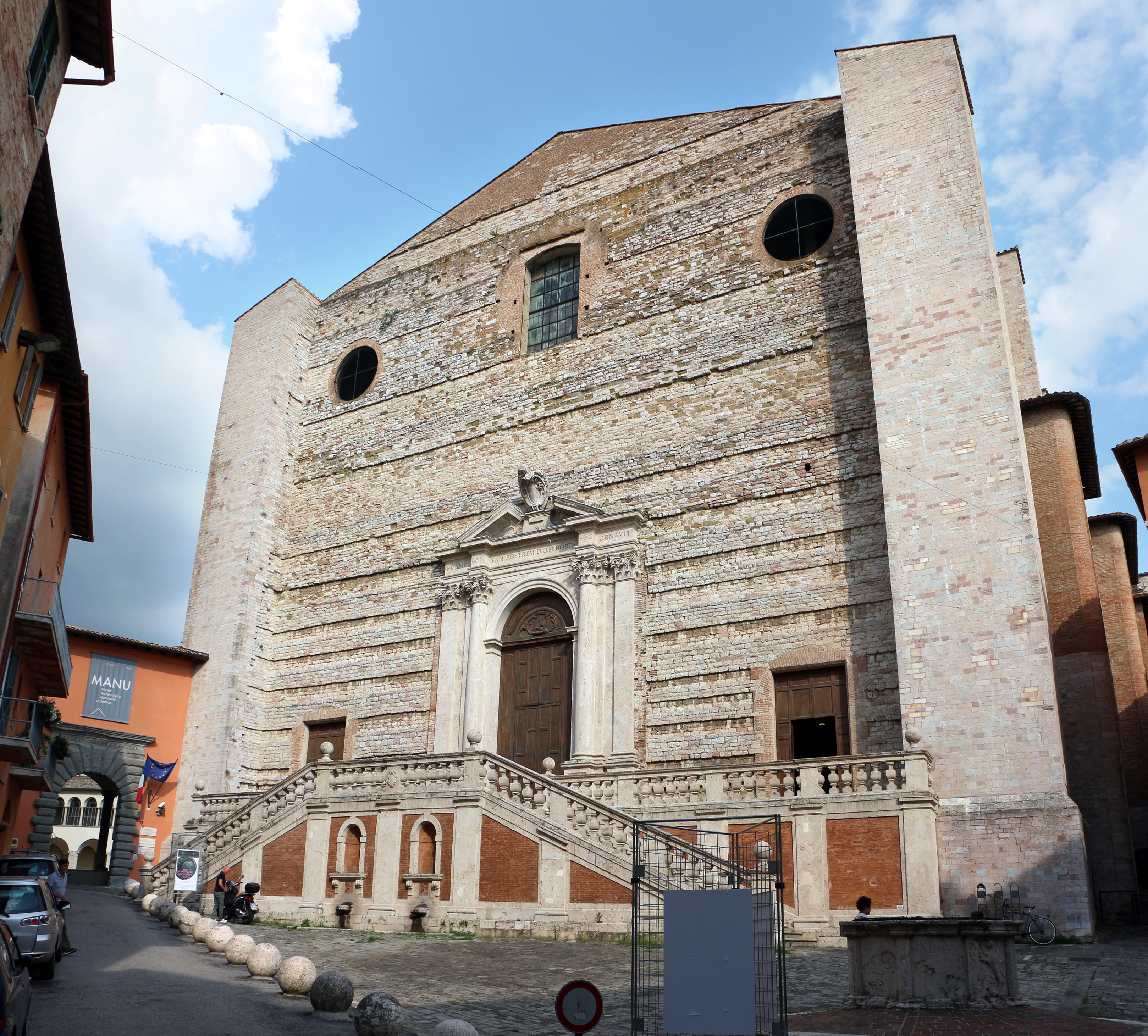
La façade principale.

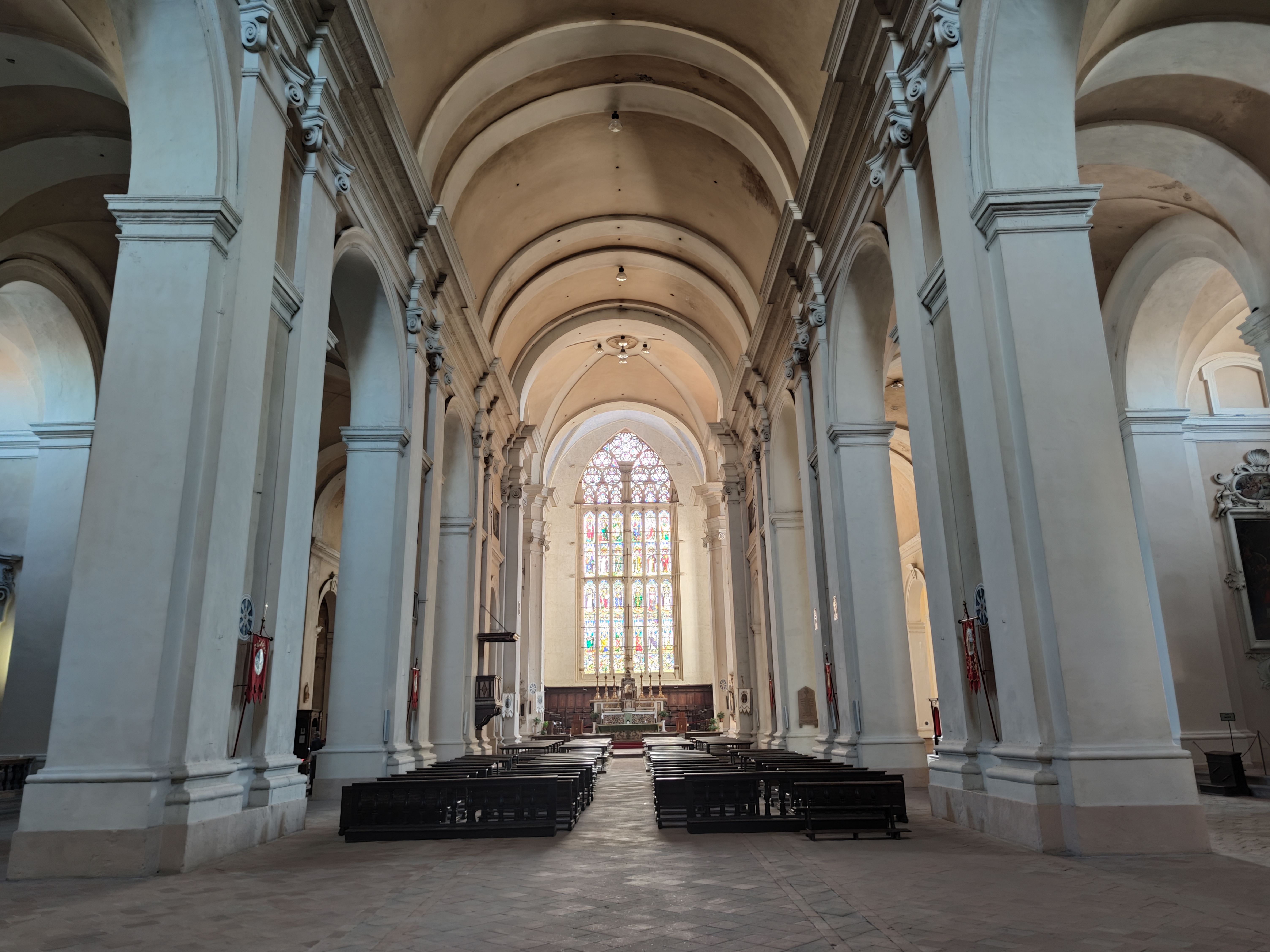
L'intérieur avec les nefs.

L'orgue de tribune.

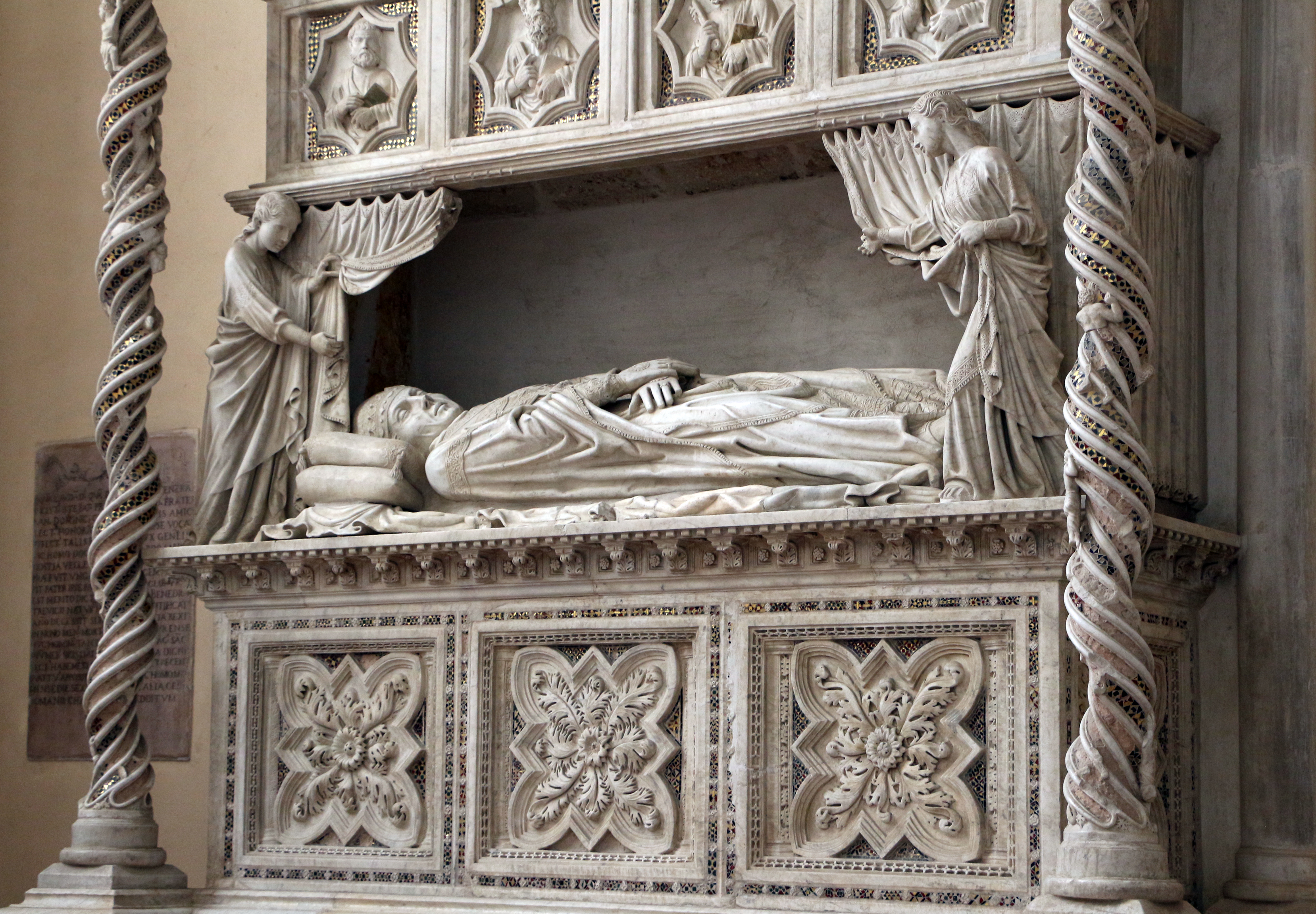
Tombe du pape Benoît XI.

L'édifice est de style gothique dépouillé et austère.
En façade encore à l'état brut, un double escalier baroque conduit au portail d'entrée qui date de la fin du XVIe siècle.
Le campanile a été construit entre 1464 et 1500 par Gasperino di Antonio. À l'origine il mesurait 126 m mais en  mai 1546, sa hauteur a été réduite à 100 m afin d'en augmenter la stabilité ou pour assurer une meilleure vue depuis la forteresse de la Rocca Paolina vers la vallée.

## Intérieur
L'édifice conserve de nombreuses œuvres d'art :
- Monument funéraire du pape Benoît XI ;
- Autel du Rosaire d'Agostino di Duccio ;
- Deux monuments funéraires baroques, des œuvres de Domenico Guidi et Alessandro Algardi ;
- Vitraux de la grande fenêtre de l'abside, dessinées par Mariotto di Nardo et B. di Pietro ;
- Fresques de la chapelle Sainte-Catherine, attribués à B. di Bindo ;
- Des peintures de Giovanni di Paolo, Pietro Nelli, Benedetto Bandiera, Giovanni Lanfranco, Mattia Battini ;
- Un des premiers autoportraits peints, celui de Cola Petruccioli, dans un quadrilobe ;
- Antonio Maria Fabrizi
  - Vierge à l'Enfant avec les saints Constant, Dominique, Catherine de Sienne et Herculan, fresque, 1644 ;
  - Martyre de sainte Dorothée et Sainte Cécile et Saint Valérien, huile sur toile, chapelle du Rosaire[2];
- Le chœur en bois, œuvre de Crispolto da Bettona et d'Antonio Mercatello ;
- Orgues du XVIIe siècle.

Certaines œuvres d'art appartenant à la basilique sont conservées à la Galerie nationale de l'Ombrie, Pérouse.
- Polittico Guidalotti de Fra Angelico (provenant de la Chapelle San Nicola)
- Madonna in trono col Bambino e angeli musicanti de Gentile da Fabriano

## Source
- (it) Cet article est partiellement ou en totalité issu de l’article de Wikipédia en italien intitulé « Basilica di San Domenico (Perugia) » (voir la liste des auteurs).